# N'Gattadolikro
N’Gattadolikro est une localité du centre de la Côte d'Ivoire et appartenant au département de Tiébissou, dans la Région des Lacs. La localité de N’Gattadolikro est un chef-lieu de commune.

## Personnalités nées à N'Gattadolikro
- Haccandy  Kouakou Kouassi Barthélémy : compagnon  de longue date du premier Président de la république de Côte d'Ivoire, il fut commandant de cercle, puis préfet d'Aboisso (C'est lui qui géra la révolte AGNI), puis il fut le seul Préfet-maire de la ville de Man. Ensuite il regagna, la Direction territoriale et conseiller à la présidence puis fut le DG de FOREXI puis le PCA de la SODEMI. Il est mort en 1986.
Haccandy Kouassi Acka fut fonctionnaire à la satmaci, Fondateur du CCH (cabinet conseil Haccandy), il fut Maire de la ville de Tiébissou de 1990 à 1995.
- Vincent Niamien (1953-), designer et créateur de mobilier.